# Trận Lützen (1632)
Trận Lutzen (16 tháng 11 năm 1632) là một trong những trận đánh quan trọng nhất và đẫm máu nhất của Chiến tranh Ba Mươi Năm (1618 - 1648). Mặc dù cả hai bên đều chịu những tổn thất nặng nề, đây là Chiến thắng kiểu Pyrros của Thụy Điển và Liên minh Tin Lành. Tuy nhiên, họ lại mất vị chỉ huy xuất sắc nhất của họ: vua Gustav II Adolf của Đế quốc Thụy Điển.  Axel Oxenstierna sau đó lên thay nhà vua Thụy Điển tiếp tục các chiến dịch tại Đức.
Việc Gustav II Adolf của Thụy Điển qua đời trong trận Lutzen và thất bại của quân Tin lành trong trận Nördlingen 2 năm sau đó đồng nghĩa với việc Pháp trở thành thế lực mạnh nhất của Đạo Tin Lành, hay "Liên minh chống Nhà Habsburg."
Do trận đánh xảy ra trong thời tiết sương mù bao kín cả vùng Saxony ngày hôm đó, nên trong một số văn bản lịch sử của Thụy Điển ngày nay, vẫn còn câu thuật ngữ "Lutzendimma" (Trận Sương mù Lutzen) để miêu tả về thời tiết sương mù trong trận đánh này.

## Diễn biến trước trận đánh

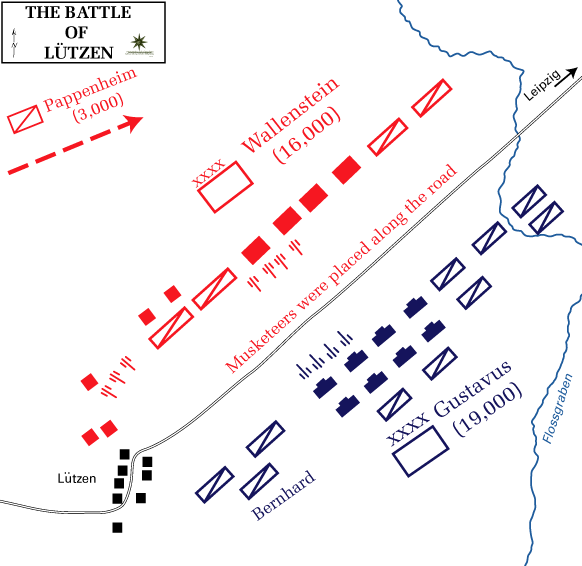
Sơ đồ trận Lutzen, màu xanh là của Gustav, màu đỏ là của Wallenstein)

2 ngày trước trận đánh, ngày 14 tháng 11 (Lịch Gregorius) hoặc 4 tháng 11 (Lịch Julius), Wallenstein, một vị tướng của quân đội Công giáo, quyết định chia quân ra và quay lại căn cứ ở Leipzig. Ông ta kì vọng quân Tin lành, chỉ huy bởi Gustav II Adolf của Thụy Điển, sẽ không còn truy sát mình nữa do thời tiết xấu khiến cho việc cắm quân ở nông thôn gặp nhiều khó khăn.
Tuy nhiên, quân đội của vua Gustav, một quân đội mà cả châu Âu đều biết tới, với một lực lượng toàn là lính đánh thuê nước ngoài, rời khỏi trại để tìm kiếm chút manh mối còn lại của Wallenstein và mở một cuộc truy sát để cho Wallenstein bị bất ngờ. Thế nhưng, Gustav lại bị một đạo quân nhỏ của Wallenstein chặn đường ở suối Rippach, cách Lutzen khoảng 5 – 6 km. Lực lượng nhỏ bé ấy đã chặn đứng Adolf (tên phổ biến của vua Gustav) trong suốt 2 - 3 tiếng đồng hồ. Khi đêm xuống, hai bên vẫn còn cách nhau khoảng 2 – 3 km (1 - 2 dặm).
Chiều ngày 15 tháng 11, Wallenstein nhận được tin quân của Adolf đã rời khỏi trại để truy sát mình. Nhận biết được mối nguy hiểm đến gần, ông gửi thư yêu cầu cho Pappenheim, một tướng quân của nhà Habsburg, đến hội quân cùng với mình. Vào nửa đêm, sau khi nhận được thư của ông, Pappenheim đã lập tức "nhận lời", và đi theo cùng với đa số quân lính của mình. Trong đêm, Wallenstein và Poppenheim dàn quân dọc theo con đường từ Lutzen tới Leipzig. Riêng Wallenstein, ông ta cho dừng lại cùng với đoàn pháo binh của mình trên một ngọn đồi thấp, để pháo binh có thể tấn công tốt nhất.